# World Cup 1996
Der Castrol-Honda World Cup 1996 war ein Snooker-Einladungsturnier, das vom 29. Oktober bis zum 10. November 1996 im Rahmen der Saison 1996/97 im Amari Watergate Hotel in der  thailändischen Hauptstadt Bangkok ausgetragen wurde. Sieger des Teamwettbewerbs wurde Schottland mit Stephen Hendry, John Higgins und Alan McManus, die im Finale das Team Irland mit Ken Doherty, Fergal O’Brien und Stephen Murphy besiegten.

## Preisgeld
Gesponsert wurde das Turnier von den beiden Unternehmen Castrol und Honda. Wie viel Preisgeld insgesamt ausgeschüttet wurde, ist unbekannt; das Siegerteam erhielt 105.000 Pfund Sterling sowie eine Goldtropähe im Wert von 30.000 Pfund Sterling, das im Finale unterlegene Team bekam zusammen 54.000 £.

## Teilnehmer
Je Team nahmen drei Spieler am Turnier teil, zwölf Teams befanden sich auch auf einer Setzliste für die Auslosung der Gruppenphase. Zur weiteren, nach Bangkok gereisten Entourage gehörten unter anderem auch mehrere Ersatzspieler (unter anderem Billy Snaddon für Schottland, Gary Wilkinson für England und Michael Judge für Irland), die beiden Journalisten John Dee und Phil Yates und die drei TV-Kommentatoren Willie Thorne, Clive Everton und Ted Lowe. Lowe kehrte extra für das Turnier aus seinem Ruhestand zurück, kam aber letztlich aufgrund einer Erkrankung nicht zum Einsatz.
Für den kanadischen Ex-Weltmeister Cliff Thorburn war es das letzte Turnier, ehe er seine Profikarriere endgültig beendete.
| Rank | Nation                       | Spieler           | Spieler                 | Spieler            |
| ---- | ---------------------------- | ----------------- | ----------------------- | ------------------ |
| 1    | Schottland                   | Stephen Hendry    | John Higgins            | Alan McManus       |
| 2    | England                      | Peter Ebdon       | Ronnie O’Sullivan       | Nigel Bond         |
| 3    | Wales                        | Anthony Davies    | Mark Williams           | Darren Morgan      |
| 4    | Nordirland                   | Dennis Taylor     | Terry Murphy            | Joe Swail          |
| 5    | Irland                       | Ken Doherty       | Fergal O’Brien          | Stephen Murphy     |
| 6    | Kanada                       | Jim Wych          | Alain Robidoux          | Cliff Thorburn     |
| 7    | Malta                        | Tony Drago        | Alex Borg               | Joe Grech          |
| 8    | Thailand                     | James Wattana     | Noppadon Noppachorn     | Tai Pichit         |
| 9    | Australien                   | Quinten Hann      | Robby Foldvari          | Stan Gorski        |
| 10   | Pakistan                     | Shokat Ali        | Saleh Mohammadi         | Farhan Mirza       |
| 11   | Südafrika                    | Silvino Francisco | Hitesh Naran            | Munier Cassim      |
| 12   | Neuseeland                   | Dene O’Kane       | Mark Canovan            | Daniel Haenga      |
|      | Belgien                      | Björn Haneveer    | Mario Geudens           | Patrick Delsemme   |
|      | Hongkong                     | Kong Wahorn       | Chan Wai Tat            | Paul Fung          |
|      | Volksrepublik China          | Guo Hua           | Pang Weiguo             | Tao Shan           |
|      | Malaysia                     | Sam Chong         | Ng Ann Seng             | Yong Kien Foot     |
|      | Island                       | Kristján Helgason | Jóhannes B. Jóhannesson | Eðvarð Matthíasson |
|      | Singapur                     | Keith E Boon Aun  | Bernard Tey Choon Kiat  | Ang Chiok Hong     |
|      | Vereinigte Arabische Emirate | Mohammed Shehab   | Mohammed al-Joker       | Masood Akil        |
|      | Niederlande                  | Raymon Fabrie     | Mario Wehrmann          | Johan Oenema       |

## Turnierverlauf
Die letzte Ausgabe des World Cups fand im Jahr 1990 statt, damals siegte das kanadische Team. In den 1990ern wurde im Zuge der fortschreitenden Internationalisierung des Sportes mit einer Neuauflage mit deutlich mehr Teilnehmern als vorher geliebäugelt. Schließlich legte man sich fest, diese Neuauflage 1996 in Bangkok auszutragen. Da es regen Zulauf gab, musste eine Qualifikation abgehalten werden, aus der sich 20 Teams für die Hauptrunde qualifizierten. Zunächst wurde bis einschließlich zum 4. November eine Gruppenphase ausgespielt: Es gab vier Fünfer-Gruppen, in denen jeweils ein einfaches Jeder-gegen-jeden-Turnier ausgespielt wurde. Die beiden besten Teams jeder Gruppe kamen in die Finalrunde, in der im K.-o.-System weitergespielt wurde. Die Gruppenspiele gingen jeweils über neun Frames, die Spiele der Finalrunde wurden dann im Modus Best of 19 Frames ausgetragen.
Das Turnier stieß auf ein breites Echo in der thailändischen Öffentlichkeit.

### Gruppenphase
Gruppe A
| Pos. | Spieler    | Partien | S | N | Frames | Diff. |
| ---- | ---------- | ------- | - | - | ------ | ----- |
| 1    | Irland     | 4       | 3 | 1 | 24:12  | +12   |
| 2    | Nordirland | 4       | 3 | 1 | 21:15  | +6    |
| 3    | Belgien    | 4       | 2 | 2 | 17:19  | −2    |
| 4    | Neuseeland | 4       | 2 | 2 | 16:20  | −4    |
| 5    | Island     | 4       | 0 | 4 | 12:24  | −12   |

| Spiel | Spieler 1  | Ergebnis | Spieler 2  |
| ----- | ---------- | -------- | ---------- |
| 1     | Belgien    | 36:36    | Island     |
| 2     | Irland     | 36:36    | Neuseeland |
| 3     | Nordirland | 36:36    | Island     |
| 4     | Irland     | 27:27    | Belgien    |
| 5     | Belgien    | 45:45    | Nordirland |

| Spiel | Spieler 1  | Ergebnis | Spieler 2  |
| ----- | ---------- | -------- | ---------- |
| 6     | Neuseeland | 45:45    | Island     |
| 7     | Nordirland | 45:45    | Irland     |
| 8     | Neuseeland | 45:45    | Belgien    |
| 9     | Irland     | 27:27    | Island     |
| 10    | Nordirland | 36:36    | Neuseeland |

Gruppe B
| Pos. | Spieler    | Partien | S | N | Frames | Diff. |
| ---- | ---------- | ------- | - | - | ------ | ----- |
| 1    | Schottland | 4       | 4 | 0 | 29:7   | +22   |
| 2    | Kanada     | 4       | 3 | 1 | 26:10  | +16   |
| 3    | Singapur   | 4       | 1 | 3 | 12:24  | −12   |
| 4    | Hongkong   | 4       | 1 | 3 | 12:24  | −12   |
| 5    | Südafrika  | 4       | 1 | 3 | 11:25  | −14   |

| Spiel | Spieler 1  | Ergebnis | Spieler 2 |
| ----- | ---------- | -------- | --------- |
| 1     | Singapur   | 27:27    | Hongkong  |
| 2     | Kanada     | 18:18    | Südafrika |
| 3     | Schottland | 09:09    | Singapur  |
| 4     | Hongkong   | 27:27    | Südafrika |
| 5     | Schottland | 36:36    | Südafrika |

| Spiel | Spieler 1  | Ergebnis | Spieler 2 |
| ----- | ---------- | -------- | --------- |
| 6     | Kanada     | 18:18    | Singapur  |
| 7     | Kanada     | 27:27    | Hongkong  |
| 8     | Südafrika  | 45:45    | Singapur  |
| 9     | Schottland | 36:36    | Kanada    |
| 10    | Schottland | 18:18    | Hongkong  |

Gruppe C
| Pos. | Spieler                      | Partien | S | N | Frames | Diff. |
| ---- | ---------------------------- | ------- | - | - | ------ | ----- |
| 1    | England                      | 4       | 4 | 0 | 25:11  | +14   |
| 2    | Thailand                     | 4       | 2 | 2 | 22:14  | +8    |
| 3    | Pakistan                     | 4       | 2 | 2 | 21:15  | +6    |
| 4    | Volksrepublik China          | 4       | 1 | 3 | 15:21  | −6    |
| 5    | Vereinigte Arabische Emirate | 4       | 1 | 3 | 7:29   | −22   |

| Spiel | Spieler 1                    | Ergebnis | Spieler 2                    |
| ----- | ---------------------------- | -------- | ---------------------------- |
| 1     | Volksrepublik China          | 45:45    | Thailand                     |
| 2     | England                      | 18:18    | Vereinigte Arabische Emirate |
| 3     | Vereinigte Arabische Emirate | 45:45    | Volksrepublik China          |
| 4     | Thailand                     | 36:36    | Pakistan                     |
| 5     | England                      | 45:45    | Volksrepublik China          |

| Spiel | Spieler 1 | Ergebnis | Spieler 2                    |
| ----- | --------- | -------- | ---------------------------- |
| 6     | England   | 36:36    | Thailand                     |
| 7     | Pakistan  | 18:18    | Vereinigte Arabische Emirate |
| 8     | Pakistan  | 27:27    | Volksrepublik China          |
| 9     | Thailand  | 09:09    | Vereinigte Arabische Emirate |
| 10    | England   | 36:36    | Pakistan                     |

Gruppe D
| Pos. | Spieler     | Partien | S | N | Frames | Diff. |
| ---- | ----------- | ------- | - | - | ------ | ----- |
| 1    | Wales       | 4       | 4 | 0 | 26:10  | +16   |
| 2    | Australien  | 4       | 3 | 1 | 19:17  | +2    |
| 3    | Niederlande | 4       | 2 | 2 | 17:19  | −2    |
| 4    | Malta       | 4       | 1 | 3 | 18:18  | ±0    |
| 5    | Malaysia    | 4       | 0 | 4 | 10:26  | −16   |

| Spiel | Spieler 1  | Ergebnis | Spieler 2   |
| ----- | ---------- | -------- | ----------- |
| 1     | Australien | 36:36    | Niederlande |
| 2     | Malta      | 36:36    | Malaysia    |
| 3     | Wales      | 36:36    | Niederlande |
| 4     | Australien | 45:45    | Malta       |
| 5     | Wales      | 18:18    | Malaysia    |

| Spiel | Spieler 1   | Ergebnis | Spieler 2  |
| ----- | ----------- | -------- | ---------- |
| 6     | Niederlande | 45:45    | Malta      |
| 7     | Wales       | 27:27    | Australien |
| 8     | Niederlande | 36:36    | Malaysia   |
| 9     | Wales       | 45:45    | Malta      |
| 10    | Australien  | 36:36    | Malaysia   |

### Finalrunde
|  | Viertelfinale Best of 19 Frames | Viertelfinale Best of 19 Frames |            |    | Halbfinale Best of 19 Frames | Halbfinale Best of 19 Frames |  |  | Finale Best of 19 Frames | Finale Best of 19 Frames |
|  |                                 |                                 |            |    |                              |                              |  |  |                          |                          |
|  | Irland                          | 10                              |            |    |                              |                              |  |  |                          |                          |
|  | Kanada                          | 6                               |            |    |                              |                              |  |  |                          |                          |
|  | Kanada                          | 6                               | Irland     | 10 |                              |                              |  |  |                          |                          |
|  |                                 |                                 | Irland     | 10 |                              |                              |  |  |                          |                          |
|  |                                 | England                         | 9          |    |                              |                              |  |  |                          |                          |
|  | England                         | England                         | 9          | 10 |                              |                              |  |  |                          |                          |
|  | England                         |                                 |            | 10 |                              |                              |  |  |                          |                          |
|  | Australien                      | 5                               |            |    |                              |                              |  |  |                          |                          |
|  |                                 |                                 | Irland     | 7  |                              |                              |  |  |                          |                          |
|  |                                 | Schottland                      | 10         |    |                              |                              |  |  |                          |                          |
|  | Schottland                      | 10                              |            |    |                              |                              |  |  |                          |                          |
|  | Nordirland                      | 6                               |            |    |                              |                              |  |  |                          |                          |
|  | Nordirland                      | 6                               | Schottland | 10 |                              |                              |  |  |                          |                          |
|  |                                 |                                 | Schottland | 10 |                              |                              |  |  |                          |                          |
|  |                                 | Thailand                        | 5          |    |                              |                              |  |  |                          |                          |
|  | Wales                           | Thailand                        | 5          | 9  |                              |                              |  |  |                          |                          |
|  | Wales                           |                                 |            | 9  |                              |                              |  |  |                          |                          |
|  | Thailand                        | 10                              |            |    |                              |                              |  |  |                          |                          |